# Chlodwig zu Hohenlohe-Schillingsfürst

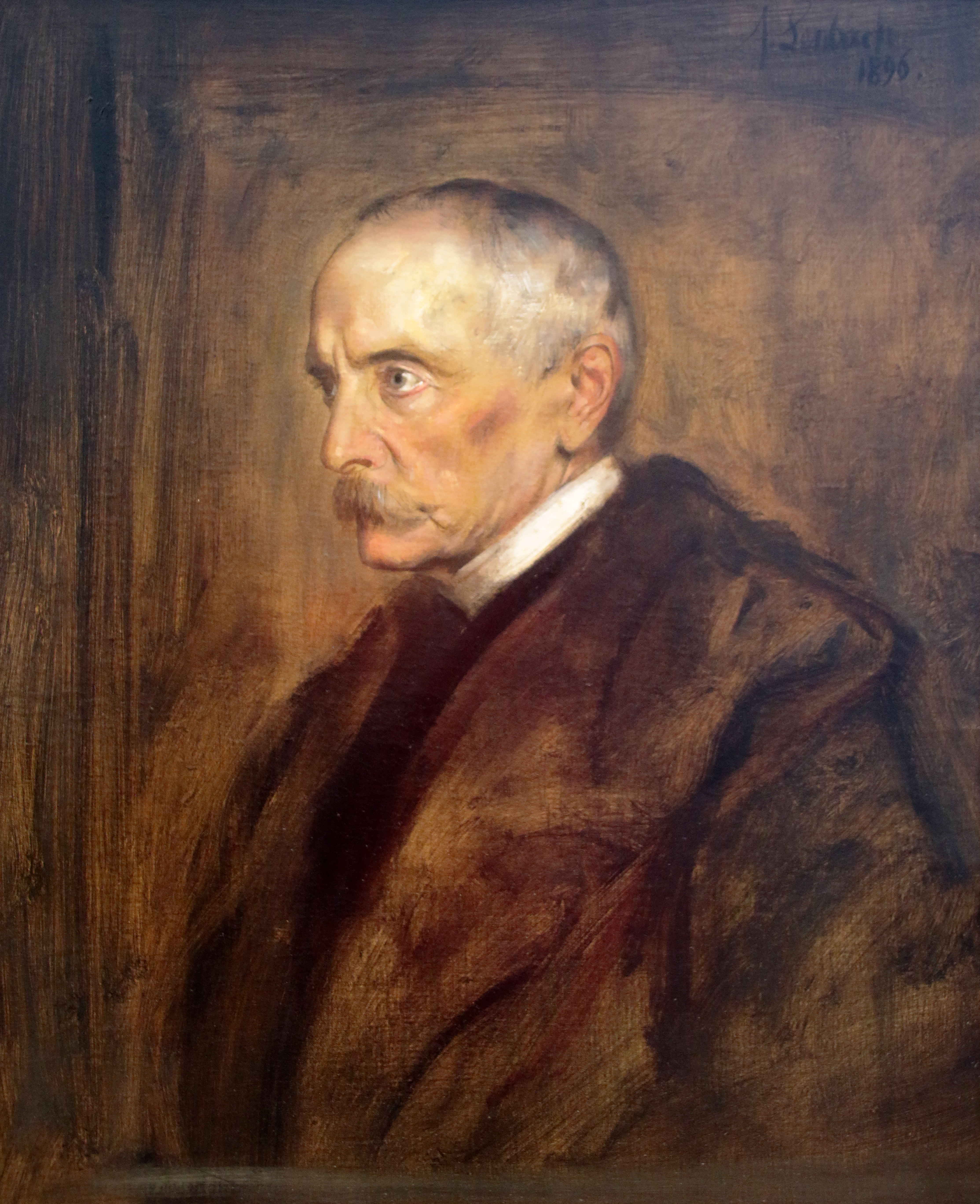
Chlodwig zu Hohenlohe-Schillingsfürst (door Franz von Lenbach)

Chlodwig Karl Viktor Fürst zu Hohenlohe-Schillingsfürst (Rotenburg an der Fulda, 31 maart 1819 - Ragaz, 6 juli 1901), sinds 1840 prins van Ratibor en Corvey, was een Duits staatsman.
Hij was de tweede zoon van de katholieke vorst Franz Joseph zu Hohenlohe-Schillingsfürst en diens protestantse vrouw Konstanze, geboren prinses zu Hohenlohe-Langenburg. De zoons uit het gezin werden volgens de religie van de vader opgevoed, de dochters volgens die van de moeder.
Hij studeerde rechten in Göttingen, Heidelberg en Bonn en was van 1842 tot 1846 werkzaam in de diplomatieke dienst van Pruisen. Toen zijn oudere broer Viktor Ratibor en Abdij van Corvey erfde, stond deze Schillingsfürst af aan Chlodwig, die het bestuur ervan in 1846 op zich nam. In datzelfde jaar werd hij als Standesherr erfelijk lid van de Beierse landdag, waar hij de liberale Klein-Duitse richting volgde, als pro-Pruisisch bekendstond en - hoewel katholiek - het klerikalisme bestreed. Hij werd op 31 december 1866 minister-president en minister van Buitenlandse Zaken van Beieren. In deze hoedanigheid sloot hij een offensief en defensief verbond met de Noord-Duitse Bond. Toen echter klerikale Groot-Duitsers een meerderheid in de landdag verkregen, verzwakte zijn positie. Uiteindelijk moest hij na het onfeilbaarheidsdogma te hebben afgewezen in 1870 aftreden.
Hij zette zich hierop in voor Beierse deelname aan het Duitse Keizerrijk en was van 1871 tot 1881 als afgevaardigde van de Freikonservative Partei lid van de Rijksdag, waar hij ondanks zijn katholieke geloof voor enkele van de Kulturkampfwetten stemde. Hij was van 1874 tot 1885 Duits ambassadeur te Parijs, nam in 1878 deel aan het Congres van Berlijn en was in 1880 secretaris-generaal (staatssecretaris) van Buitenlandse Zaken. In 1885 werd hij als opvolger van Edwin von Manteuffel stadhouder van Elzas-Lotharingen. In deze hoedanigheid streefde hij, evenals in zijn tijd te Parijs, naar toenadering tussen Duitsland en Frankrijk.
Na de val van Leo von Caprivi werd hij op aandringen van Wilhelm II ondanks zijn hoge leeftijd op 29 oktober 1894 rijkskanselier en minister-president van Pruisen. Hij keurde het persoonlijke bewind van de keizer af, maar verzette zich nooit openlijk tegen diens bemoeienissen met de regeringszaken. Onder hem werd het Bürgerliches Gesetzbuch in 1896 aanvaard en verscherpte het conflict met de sociaaldemocraten. In internationaal opzicht deed Duitsland een toenaderingspoging tot Rusland en verslechterden de betrekkingen met Engeland (telegram van keizer Wilhelm aan Paul Kruger, Samoa-conflict).
Sinds de benoeming van Bernhard von Bülow tot secretaris-generaal van Buitenlandse Zaken had de grijze Hohenlohe nauwelijks nog invloed. Hij trad in oktober 1900 af en stierf in 1901.
Zijn Denkwürdigkeiten des Fürsten Hohenlohe werden in opdracht van zijn zoon Alexander in 1907 door Friedrich Curtius uitgegeven.
Adolf Heinrich von Arnim-Boitzenburg · Ludolf Camphausen · Rudolf von Auerswald · Ernst von Pfuel · Friedrich Wilhelm von Brandenburg · Adalbert von Ladenberg (a.i.) · Otto Theodor von Manteuffel · Karel Anton van Hohenzollern-Sigmaringen · Adolf zu Hohenlohe-Ingelfingen (a.i.) · Otto von Bismarck · Albrecht von Roon · Otto von Bismarck · Leo von Caprivi · Botho zu Eulenburg · Chlodwig zu Hohenlohe-Schillingsfürst · Bernhard von Bülow · Theobald von Bethmann Hollweg · Georg Michaelis · Georg von Hertling · Max van Baden · Paul Hirsch · Heinrich Ströbel · Paul Hirsch · Otto Braun · Adam Stegerwald · Otto Braun · Wilhelm Marx · Otto Braun · Hermann Göring
Otto von Bismarck · Leo von Caprivi · Chlodwig zu Hohenlohe-Schillingsfürst · Bernhard von Bülow · Theobald von Bethmann Hollweg · Georg Michaelis · Georg von Hertling · Max von Baden · Friedrich Ebert · Hugo Haase · Philipp Scheidemann · Gustav Bauer · Hermann Müller · Konstantin Fehrenbach · Joseph Wirth · Wilhelm Cuno · Gustav Stresemann · Wilhelm Marx · Hans Luther · Hermann Müller · Heinrich Brüning · Franz von Papen · Kurt von Schleicher · Adolf Hitler · Joseph Goebbels · Johann Ludwig Schwerin von Krosigk
- Bibsys: 90735117
- Biblioteca Nacional de Chile: 000504337
- Bibliothèque nationale de France: cb125053637 (data)
- CiNii: DA13160757
- Gemeinsame Normdatei: 118706314
- International Standard Name Identifier: 0000 0001 0927 3329
- Library of Congress Control Number: no2008022248
- Nationale Bibliotheek van Tsjechië: jx20100820008
- Nationale bibliotheek van Australië: 61542643
- Nationale Bibliotheek van Israël: 987011427209305171
- Nationale Bibliotheek van Polen: a0000001239592
- Nationale en Universitaire bibliotheek Zagreb: 000068478
- Nederlandse Thesaurus van Auteursnamen: 069616876
- SNAC: w6k7918x
- Système universitaire de documentation: 060913320
- Trove: 1843691
- Virtual International Authority File: 95271448
- WorldCat: E39PBJqk8vvmBH79fYKMgpHt8C